# جیمز کلارک (ورزشکار)
جیمز کلارک (انگلیسی: James Clarke; ۶ اکتبر ۱۸۷۴ – ۲۹ دسامبر ۱۹۲۹) ورزشکار اهل بریتانیا بود.